# Mammari
Mammari (en griego: Μάμμαρι) es un pueblo situado en el Distrito de Nicosia de Chipre al norte de Kokkinotrimithia y en parte dentro de la Zona de la Línea Verde de la ONU.